# In Amplissimo
In Amplissimo est une encyclique de Léon XIII donnée le 15 avril 1902 qui porte sur l'Église aux États-Unis.
Dans cette encyclique, le pape s'adresse à l'épiscopat et aux prêtres des États-Unis, afin de leur rendre hommage pour leur travail. Les synodes des évêques de Baltimore rencontrent un grand succès et il se félicite du fait que le nombre de catholiques aux États-Unis a autant augmenté. Il précise que si le succès vient du travail fructueux des évêques, il est principalement dû à la providence de Dieu. Il demande de ne pas relâcher les efforts, d'user de leur influence pour faire avancer l'extension de l'Église et s'opposer à la propagation des sectes. Enfin, il mentionne le triste sort des "nègres" et des "Indiens" dont il est nécessaire de les aider pastoralement et de gagner leur salut.